# Fitch Ratings
Fitch Ratings Inc. là một trong cơ quan xếp hạng tín dụng, là một trong "Ba Ông Lớn xếp hạng tín dụng", hai đơn vị kia là Moody's và Standard & Poor's. Đây là một trong ba tổ chức xếp hạng thống kê được công nhận trên toàn quốc (NRSRO) được chỉ định bởi Ủy ban Giao dịch và Chứng khoán Hoa Kỳ năm 1975.
Fitch Xếp hạng có trụ sở tại New York, Hoa Kỳ. Hearst   sở hữu 100% công ty sau khi mua thêm 20% với giá 2,8 tỷ USD vào ngày 12 tháng 4 năm 2018.   Hearst đã sở hữu 80% công ty sau khi tăng 30% cổ phần sở hữu vào ngày 12 tháng 12 năm 2014, trong một giao dịch trị giá 1.965 tỷ đô la. Lãi suất cổ phần trước đây của Hearst là 50% sau khi mở rộng mua lại ban đầu vào năm 2006.
Hearst đã cùng sở hữu Fitch với FIMALAC SA, công ty nắm giữ 20% công ty cho đến khi giao dịch năm 2018. Xếp hạng Fitch và Giải pháp Fitch là một phần của Tập đoàn Fitch.
Công ty được thành lập bởi John Knowles Fitch vào ngày 24 tháng 12 năm 1914, tại Thành phố New York với tên Công ty Xuất bản Fitch. Năm 1989, công ty đã được mua lại bởi một nhóm bao gồm   Robert Van Kampen.   Năm 1997, Fitch được FIMALAC mua lại và sáp nhập với IBCA Limited có trụ sở tại London, một công ty con của FIMALAC. Năm 2000, Fitch mua lại cả Công ty xếp hạng tín dụng Duff & Phelps có trụ sở tại Chicago (tháng 4) và Thomson Financial BankWatch (tháng 12).
Fitch Rating là đơn vị nhỏ nhất trong số ba NRSRO lớn nhất, chiếm thị phần hạn chế hơn so với S & P và Moody, mặc dù nó đã phát triển với việc mua lại và thường tự đặt mình là "kẻ phá vỡ" khi hai cơ quan kia có xếp hạng tương tự, nhưng không bằng nhau, trong quy mô.
Vào tháng 9 năm 2011, Fitch Group đã công bố bán Thuật toán (phần mềm phân tích rủi ro) cho IBM với giá 387 triệu đô la.[9] Thỏa thuận đóng cửa vào ngày 21 tháng 10 năm 2011.[10]

## Quy mô đầu tư
Các xếp hạng tín dụng dài hạn của Fitch Xếp hạng được chỉ định theo thang chữ cái từ 'AAA' đến 'D', được giới thiệu lần đầu tiên vào năm 1924 và sau đó được S&P cấp giấy phép. (Moody's cũng sử dụng thang đo tương tự, nhưng đặt tên cho các danh mục khác nhau.) Giống như S & P, Fitch cũng sử dụng trung gian + / & trừ; công cụ sửa đổi cho từng danh mục giữa AA và CCC (ví dụ: AA +, AA, AA & minus;, A +, A, A & minus;, BBB +, BBB, BBB & minus;, v.v.).
Cấp đầu tư
- AAA: các công ty chất lượng tốt nhất, đáng tin cậy và ổn định
- AA: các công ty chất lượng, rủi ro cao hơn một chút so với AAA
- A: tình hình kinh tế có thể ảnh hưởng đến tài chính
- BBB: các công ty hạng trung, hiện đang đạt yêu cầu

Hạng không đầu tư
- BB: dễ bị thay đổi hơn trong nền kinh tế
- B: tình hình tài chính thay đổi đáng chú ý
- CCC: hiện dễ bị tổn thương và phụ thuộc vào các điều kiện kinh tế thuận lợi để đáp ứng các cam kết của nó
- CC: trái phiếu rất dễ bị tổn thương, rất đầu cơ
- C: rất dễ bị tổn thương, có thể bị phá sản hoặc bị truy thu nhưng vẫn tiếp tục chi trả cho các nghĩa vụ
- D: đã mặc định về nghĩa vụ và Fitch tin rằng nó thường sẽ mặc định trên hầu hết hoặc tất cả các nghĩa vụ
- NR: không được xếp hạng công khai

## Xếp hạng tín dụng ngắn hạn
Xếp hạng ngắn hạn của Fitch cho thấy mức độ tiềm năng của mặc định trong khoảng thời gian 12 tháng.
- F1 +: loại chất lượng tốt nhất, cho thấy năng lực đặc biệt mạnh mẽ của bên có nghĩa vụ phải đáp ứng cam kết tài chính của mình
- F1: loại chất lượng tốt nhất, cho thấy năng lực mạnh mẽ của bên có nghĩa vụ phải đáp ứng cam kết tài chính của mình
- F2: lớp chất lượng tốt với khả năng đáp ứng thỏa đáng về cam kết tài chính
- F3: loại chất lượng công bằng với khả năng bắt buộc phải đáp ứng cam kết tài chính nhưng điều kiện bất lợi trong thời gian ngắn có thể ảnh hưởng đến các cam kết của bên có nghĩa vụ
- B: có tính chất đầu cơ và bên có nghĩa vụ có khả năng tối thiểu để đáp ứng cam kết và tính dễ bị tổn thương trước những thay đổi bất lợi ngắn hạn trong điều kiện tài chính và kinh tế
- C: khả năng vỡ nợ là cao và cam kết tài chính của bên có nghĩa vụ phụ thuộc vào các điều kiện kinh tế và kinh doanh thuận lợi, bền vững
- D: bên có nghĩa vụ mặc định vì đã thất bại trong các cam kết tài chính của mình.